# Andrena ranunculorum
Andrena ranunculorum är en biart som beskrevs av Morawitz 1877. Andrena ranunculorum ingår i släktet sandbin, och familjen grävbin. Inga underarter finns listade i Catalogue of Life.